# 陳國強 (工聯會)
陳國強（1946年1月17日—），廣東惠州出生，曾任香港立法會勞工界功能組別議員。
本身為天主教徒的陳國強曾經在香港製衣業訓練局擔任幹事。1998年至2004年獲選立法會勞工界議員。擔任公職包括香港工會聯合會常務理事，香港服裝業總工會主席等。
陳國強妻子為梁艷明，育有兩名子女。

## 學歷
- 香港紡織及服裝學會榮譽院士
- 香港理工學院紡織工藝學高級證書

## 資料來源
- 訪立法會議員陳國強
- 陳國強贊成-->又名:(解散兩個民選市政局草案),《提供市政服務（重組）條例草案》投票記錄在 P.176頁